# Smalle weidemot
De smalle weidemot (Phycitodes maritima) is een vlinder uit de familie van de snuitmotten (Pyralidae). De wetenschappelijke naam is gepubliceerd in 1848 door Tengstrom.
De soort komt voor in Europa.